# Нунська Граба
Нунська Граба (словен. Nunska Graba) — поселення в общині Лютомер, Помурський регіон, Словенія. Висота над рівнем моря: 199,2 м.